# Фонтенуа-ла-Виль
Фонтенуа́-ла-Виль (фр. Fontenois-la-Ville) — коммуна во Франции, находится в регионе Франш-Конте. Департамент — Верхняя Сона. Входит в состав кантона Вовиллер. Округ коммуны — Люр.
Код INSEE коммуны — 70242.

## География
Коммуна расположена приблизительно в 300 км к востоку от Парижа, в 80 км севернее Безансона, в 35 км к северу от Везуля.

## Население
Население коммуны на 2010 год составляло 144 человека.
| 1962 | 1968 | 1975 | 1982 | 1990 | 1999 | 2010 |
| ---- | ---- | ---- | ---- | ---- | ---- | ---- |
| 165  | 155  | 141  | 151  | 179  | 172  | 144  |

## Экономика

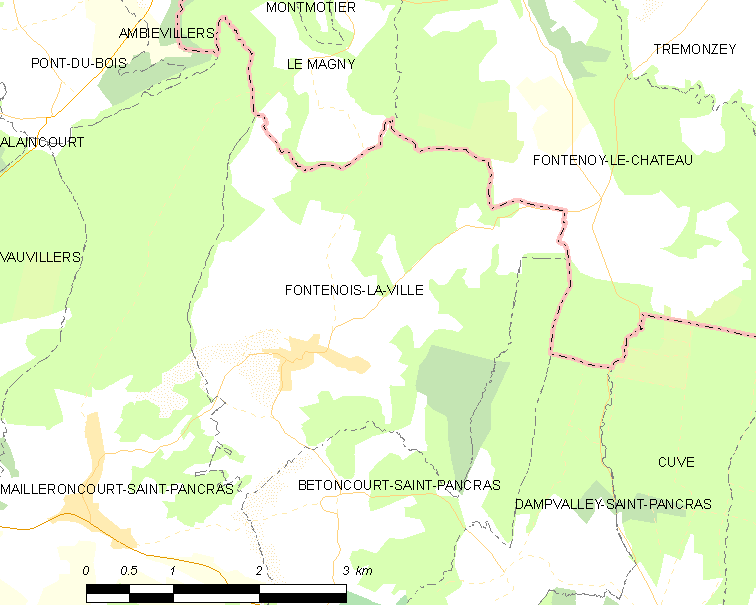
Карта коммуны

В 2010 году среди 89 человек трудоспособного возраста (15—64 лет) 57 были экономически активными, 32 — неактивными (показатель активности — 64,0 %, в 1999 году было 66,3 %). Из 57 активных жителей работали 44 человека (27 мужчин и 17 женщин), безработных было 13 (3 мужчины и 10 женщин). Среди 32 неактивных 7 человек были учениками или студентами, 10 — пенсионерами, 15 были неактивными по другим причинам.